# 小行星19413
小行星19413（19413 Grantlewis）是一颗绕太阳运转的小行星，为主小行星带小行星。该小行星于1998年3月发现。

## 轨道参数
小行星19413的轨道半长轴为2.3864869 UA，离心率为0.125。